# ホメロスの胸像を見つめるアリストテレス
『ホメロスの胸像を見つめるアリストテレス』（ホメロスのきょうぞうをみつめるアリストテレス、蘭: Aristoteles bij de buste van Homerus、英: Aristotle with a Bust of Homer）は、17世紀オランダ黄金時代の巨匠レンブラント・ファン・レインが1653年にキャンバス上に油彩で制作した絵画である。古代ギリシアの哲学者アリストテレスが前時代の叙事詩人ホメロスの胸像に思慮深く手を置いているところが描かれている。元来、シチリアの収集家アントニオ・ルッフォのために制作された作品であるが、1961年のニューヨークにおける競売で、メトロポリタン美術館が230万ドルという当時、1点の作品に支払われた金額としては最高の価格で買い取って、世界的な話題となった。レンブラントの最高傑作の1つである。

## 委嘱
1652年頃、レンブラントは、シチリア島の貴族ドン・アントニオ・ルッフォから絵画制作の依頼を受けた。ルッフォは、ボローニャの画家グエルチーノの庇護者で、主にイタリアの同時代のバロック絵画やルネサンス絵画を中心としつつ、ルーカス・ファン・レイデンやヴァン・ダイクら北方の画家の作品も含む400点ほどの大コレクションを所有していた。ルッフォからの絵画制作に際し、主題の選択はレンブラントに任されていたらしい。1654年に、本作がシチリアのメッシーナに到着した時、財産目録の中で、「哲学者の半身像…アリストテレスもしくは、アルベルトゥス・マグヌスらしく思われる」と記され、1657年のメモにおいても、まだ「アルベルトゥス・マグヌス」と言及されていた。

## 主題

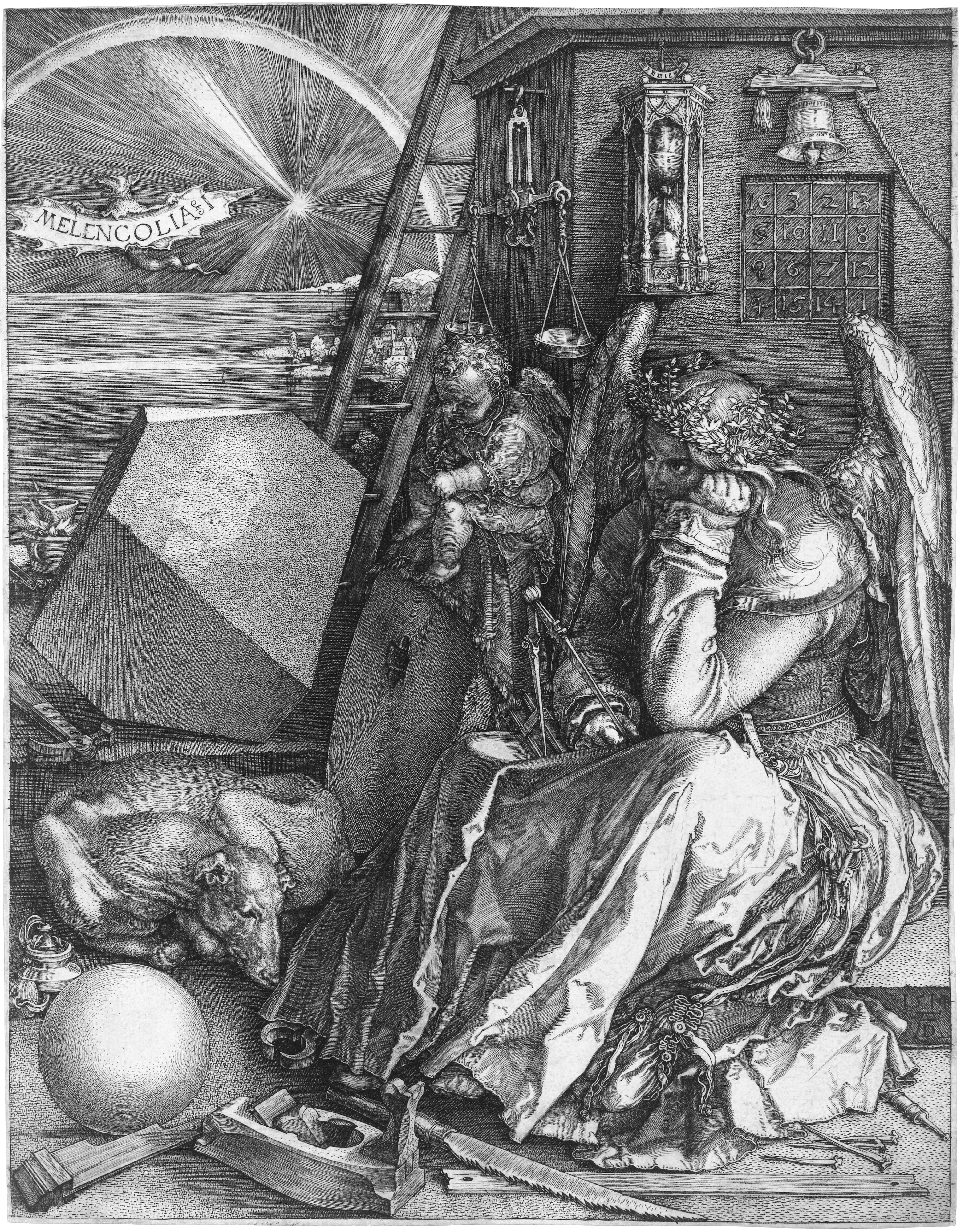
アルブレヒト・デューラー『メランコリアI』(1514年)

ギリシア叙事詩の創始者であるホメロスは、知性と倫理の力の模範と見なされていた。しかし、アリストテレスの血色の悪い顔と疲れた眼差しには深い悲しみが湛えられている。アリストテレスが、知りえぬことを沈思する人間特有の精神状態であるとして「憂鬱 (メランコリア)」に特別の意義を認めていたことを想えば、本作に描かれている彼のこうした態度も納得できる。アリストテレスの著作を初めとする古典古代の生理学説に従って、ルネサンスの哲学者たちは、「憂鬱質」を黒胆汁の過剰に起因する気質だと説明した。レンブラントがこうした伝承を信じていたかどうかは不明であるが、アリストテレスがこの思想の原点に位置していることにはおそらく気づいていたであろう。この主題の造形化としては、アルブレヒト・デューラーの版画『メランコリアI』が有名であるが、ヴァン・ダイクの数々の肖像画が示すように、17世紀には流行現象と化しており、宮廷人、著述家、芸術家が競い合うように、芸術と人生の双方において、この気質を誇示するようになっていた。
レンブラントは、この絵画のアリストテレスの憂鬱の特殊な理由を示唆している。彼は、ホメロスの胸像が体現している精神世界と、自身の金鎖から下がっているアレクサンドロス大王の肖像付きメダルが体現している世俗世界との相反する要求との間で悩んでいるところなのである。レンブラントは、アレクサンドロス大王の家庭教師であったアリストテレスが、その奉仕と貢献に対する評価の証としてこの金鎖を大王から賜ったことが鑑賞者に理解できるようにしている。精神的価値と世俗的価値の緊張関係は、アリストテレスの時代と同様にレンブラントの生きた17世紀においても差し迫った道徳的問題であった。なお、本作に描かれているこのヘレニズム時代のホメロスの胸像は、レンブラント自身のコレクションにあったものであり、作品が制作された1653年の当時、レンブラントにとっても、この主題は他人事ではなかった可能性がある。自身の芸術と世俗世界の要求がますます対立を深めるようになっていたからである。

## 技法

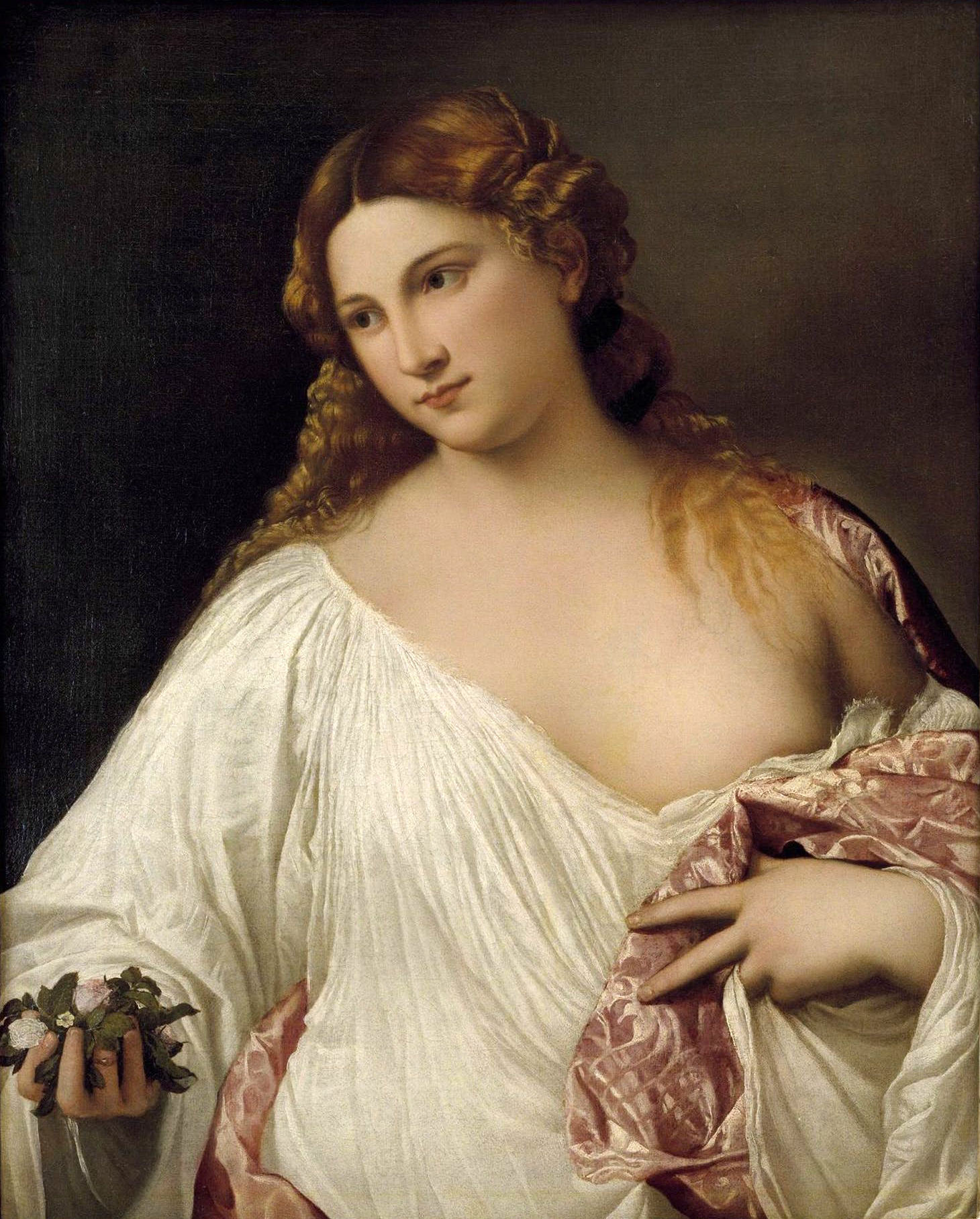
ティツィアーノ・ヴェチェッリオ『フローラ』(1515年-1520年頃) ウフィツィ美術館

本作は、ルネサンス期ヴェネツィア派の絵画通であった依頼主ルッフォを喜ばせるに充分であった。作品は、ヴェネツィア派絵画の伝統、とりわけ大まかな筆遣いによる塗り重ねと、黄、赤、白、黒という限定された色彩を特徴とする巨匠ティツィアーノの晩年様式に対するレンブラントのオマージュである。ヴァザーリやカレル・ファン・マンデルが述べている通り、適度の距離を置いて眺めれば、こうした筆触が輝かしい1つの形態と化すのであるが、接近して眺めると形態は色彩の中に溶解してしまう。ゆったりと垂れる豪奢なアリストテレスの衣服の袖やきらめく金鎖は、この大胆かつ精密な方法で描かれている。やや奥に位置するアリストテレスの顔は、より滑らかな筆致を用いてまだらに描かれており、それが彼の容貌に活気を与えている。
本作は「粗い仕上げ」の極致であり、レンブラントがこの様式の始祖であるティツィアーノを強く意識していたのは間違いないであろう。アリストテレスの衣服の白い布地の描写は、1640年頃、ロペス・コレクションにあったティツィアーノの『フローラ』 (ウフィツィ美術館) に感化されたもののように見える。